# Paterikon des grottes de Kiev

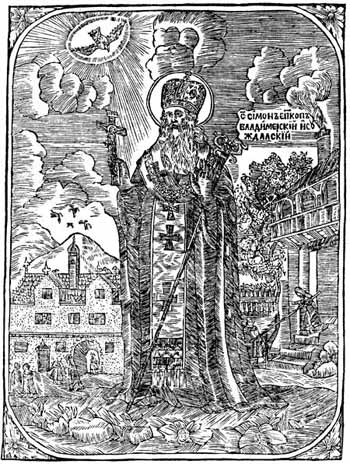
Saint Simon, évêque de Vladimir-Souzdal.

Le Paterikon des grottes de Kiev (en ukrainien : Патерик Києво-Печерський) est un paterikon rédigé dans la laure des Grottes de Kiev. Il s'agit d'histoires de saints collectées par l'évêque de Vladimir-Souzdal Simon et envoyées à deux destinataires, son disciple, le moine Polycarpe puis l'archimandrite du monastère de la laure de Kiev, Akindin. Par la suite, le recueil sera enrichi d'une multitude d'autres hagiographies.
Ce paterikon tient une grande place dans l'orthodoxie et a presque un statut canonique.